# كيفرين تورام
كيفرين تورام أوليان (بالفرنسية: Khéphren Thuram-Ulien) هو لاعب فرنسي من مواليد 26 مارس 2001 يلعب حاليا مع نادي يوفنتوس.

## مسيرته
نشأء في نادي موناكو وإنتقل لنادي نيس في 2019 وفي 2024 إنتقل لنادي يوفنتوس الإيطالي مقابل 20 مليون يورو، ودوليا مثل منتخب فرنسا للفئات السنة لكنه لم يلعب بعد مع المنتخب الأول.

## حياته الشخصية
والده هو اللاعب ليليان تورام ولديه شقيق يلعب مع نادي إنتر ميلان وهو ماركوس تورام إسمه كيرفين مقتبس من الملك الفرعوني خفرع.

## روابط خارجية
- كيرفين تورام على موقع الاتحاد الأوربي (الإنجليزية)
- كيرفين تورام على موقع رابطة كرة القدم الفرنسية للمحترفين (الإنجليزية)
- كيرفين تورام على موقع إي إس بي إن إف سي (الإنجليزية)
- كيرفين تورام على موقع قاعدة بيانات كرة القدم.إي يو (الإنجليزية)
- كيرفين تورام على موقع ليكيب (الفرنسية)
- كيرفين تورام على موقع ناشيونال فوتبول تيمز (الإنجليزية)
- كيرفين تورام على موقع Soccerbase.com (لاعب) (الإنجليزية)
- كيرفين تورام على موقع Soccerway.com (الإنجليزية)
- كيرفين تورام على موقع عالم كرة القدم.نت (الإنجليزية)
- كيرفين تورام على موقع AS.com (الإسبانية)